# Juan Francisco Bustamante
Juan Francisco Bustamante Martínez (* Medina de Pomar, Burgos , 12 de junio de 1824 – † Madrid, c. 1898). Jurista español, ocupó la presidencia del Tribunal Supremo entre 1894 y 1895.
Accedió a la carrera judicial, ejerciendo como oficial auxiliar del Ministerio de Gracia y Justicia (1847), magistrado y presidente de sala de la Audiencia de Zaragoza (1861), magistrado de la Audiencia de Madrid (1867), regente de la Audiencia de Pamplona (1867) y presidente de las Audiencias de Valladolid (1875) y Madrid (1878).
En 1878 se convirtió en miembro del Tribunal Supremo llegando a presidente de sala en 1892. En 1893 ocupó de forma interina la presidencia del alto tribunal siendo nombrado presidente el 30 de marzo de 1894 y manteniéndose en dicho cargo hasta 10 de septiembre de 1895.
Fue caballero gran cruz de la Orden de Isabel la Católica.
| Predecesor: Emilio Bravo Romero | Presidente del Tribunal Supremo 1894-1895 | Sucesor: Santos Isasa y Valseca |